# Біла студія
Бі́ла сту́дія — літературне угруповання українських символістів, створене 1918 року в Києві.
До Білої студії входили Я. Савченко, К. Поліщук, Павло Тичина, М. Терещенко, В. Ярошенко, М. Семенко, Лесь Курбас та інші.
Представники угруповання поєднували принципи езотеричних і містичних мотивів з ідеєю національного відродження, здійснювали пошуки філософської концептуальності на основі «філософії життя».
Завдяки Білій студії з'явилися «Літературно-критичний альманах» і «Музагет».